# ABU Robocon 2015
Robocon Yogyakarta 2015 là cuộc thi Robocon được tổ chức lần thứ 14 của Hiệp hội Phát thanh Truyền hình châu Á -Thái Bình Dương diễn ra tại Yogyakarta, Indonesia.

## Luật chơi

### Sân thi đấu
Sân thi đấu có dạng hình chữ nhật với kích thước 8500 mm x 16400 mm, được bao quanh bởi hàng rào gỗ. Khu vực sân chính bên trong có kích thước 6100 mm x 13400 mm, là khu vực thi đấu của cả 2 đội thi. Đội sẽ ghi điểm nếu cầu của đội đối phương phát rơi bên trong khu vực này. Khu vực phát cầu có kích thước 3050 mm x 4620 mm, là khu vực mà robot phải nằm bên trong vị trí đó khi thực hiện phát cầu. Cầu phát lần đầu tiên của một đội phải rơi vào khu vực màu vàng, kích thước 1.250 mm x 2.000 mm của đội đối phương. Khu vực màu xám có kích thước 8.500 mm x 16.400 mm là khu vực robot được di chuyển bên trong. Lưới được căng ở đường phân chia giữa sân, có độ cao là 1.550 mm tính từ mặt đất.

### Trận đấu
Mỗi đội sẽ được cung cấp 6 quả cầu (do Liên đoàn Cầu lông thế giới quy định) và được nạp sẵn trên robot. Đội có quyền quyết định số lượng nạp sẵn cầu của mình.
Khi phát cầu, một phần của robot phải được tiếp xúc với phần sân bên phải của khu vực phát cầu (bao gồm cả vạch giới hạn) trong khu vực phát cầu. Robot phải thả cầu rơi tự do theo phương thẳng đứng. Khi một đội phát cầu và quả cầu tiếp đất tại khu vực thả rơi của phía đối phương, đội đó được cộng 1 điểm. Trong trường hợp có một đội phát cầu thất bại thì 1 điểm thuộc về đối phương.
Đội nào ghi được 5 điểm trước sẽ là đội giành chiến thắng chung cuộc. Nếu hòa 4-4 thì đội nào sau đó dẫn trước với cách biệt 2 điểm sẽ chiến thắng. Nếu hòa 6-6 thì có thể:
- 1. Dựa vào các chỉ số phụ theo thứ tự sau: Đội có số lần chạm cầu lông nhiều hơn khi ghi được điểm số; đội có tỉ lệ thành công ở lượt giao cầu cao hơn; đội có số lần bị cảnh cáo ít hơn; quyết định cuối cùng của tổ trọng tài
- 2. Cả 2 đội tiếp tục thi đấu cho đến khi có một đội dẫn trước với khoảng cách 2 điểm (ví dụ: 8-6), lúc này đội đó sẽ giành được phần thắng. Nếu hòa 10-10 thì đội ghi được điểm số thứ 11 trước (11-10) sẽ thắng trận đấu.

Đây cũng là lần đầu tiên ở mùa robocon này, luật thi không quy định chiến thắng tuyệt đối như thông lệ và thời gian thi đấu không hạn chế.

## Kết quả chia bảng
Lần đầu tiên ABU Robocon 2015 chứng kiến một bảng đấu với 4 đội, đó là bảng F gồm Hồng Kông, Pakistan, Hàn Quốc và Fiji. Khi xét đội nhì bảng có thành tích tốt nhất, thành tích đối đầu với đội xếp thứ 4 sẽ không được tính để đảm bảo công bằng với 5 bảng 3 đội còn lại.
| Bảng A    | Bảng B      | Bảng C     | Bảng D     | Bảng E      | Bảng F    |
| --------- | ----------- | ---------- | ---------- | ----------- | --------- |
| Malaysia  | Indonesia 1 | Việt Nam   | Trung Quốc | Thái Lan    | Hồng Kông |
| Sri Lanka | Nga         | Ai Cập     | Iran       | Indonesia 2 | Pakistan  |
| Nhật Bản  | Mông Cổ     | Kazakhstan | Nepal      | Ấn Độ       | Hàn Quốc  |
|           |             |            |            |             | Fiji      |

## Vòng đấu loại trực tiếp
|  | Tứ kết | Tứ kết      | Tứ kết      |             |           | Bán kết   | Bán kết | Bán kết |  |  | Chung kết | Chung kết | Chung kết |  |
|  |        |             |             |             |           |           |         |         |  |  |           |           |           |  |
|  |        |             |             |             |           |           |         |         |  |  |           |           |           |  |
|  | 1A     | Nhật Bản    | 1           |             |           |           |         |         |  |  |           |           |           |  |
|  | 1A     | Nhật Bản    | 1           |             |           |           |         |         |  |  |           |           |           |  |
|  | 1C     | Việt Nam    | 5           |             |           |           |         |         |  |  |           |           |           |  |
|  | 1C     | Việt Nam    | 5           |             | Việt Nam  | Việt Nam  | 5       |         |  |  |           |           |           |  |
|  |        |             |             |             | Việt Nam  | Việt Nam  | 5       |         |  |  |           |           |           |  |
|  |        |             | Indonesia 1 | Indonesia 1 | 1         |           |         |         |  |  |           |           |           |  |
|  | 1B     | Indonesia 1 | Indonesia 1 | Indonesia 1 | 1         | 5         |         |         |  |  |           |           |           |  |
|  | 1B     | Indonesia 1 |             |             |           |           |         |         |  |  |           |           |           |  |
|  | 2F     | Hàn Quốc    | 2           |             |           |           |         |         |  |  |           |           |           |  |
|  | 2F     | Hàn Quốc    | 2           |             | Việt Nam  | Việt Nam  | 5       |         |  |  |           |           |           |  |
|  |        |             |             |             |           |           |         |         |  |  |           |           |           |  |
|  |        |             | Hồng Kông   | Hồng Kông   | 1         |           |         |         |  |  |           |           |           |  |
|  | 1D     | Iran        | Hồng Kông   | Hồng Kông   | 1         | 1         |         |         |  |  |           |           |           |  |
|  | 1D     | Iran        |             |             |           |           |         |         |  |  |           |           |           |  |
|  | 1F     | Hồng Kông   | 5           |             |           |           |         |         |  |  |           |           |           |  |
|  | 1F     | Hồng Kông   | 5           |             | Hồng Kông | Hồng Kông | 5       |         |  |  |           |           |           |  |
|  |        |             |             |             | Hồng Kông | Hồng Kông | 5       |         |  |  |           |           |           |  |
|  |        |             | Thái Lan    | Thái Lan    | 3         |           |         |         |  |  |           |           |           |  |
|  | 1E     | Thái Lan    | Thái Lan    | Thái Lan    | 3         | 5         |         |         |  |  |           |           |           |  |
|  | 1E     | Thái Lan    |             |             |           |           |         |         |  |  |           |           |           |  |
|  | 2A     | Malaysia    | 1           |             |           |           |         |         |  |  |           |           |           |  |
|  | 2A     | Malaysia    | 1           |             |           |           |         |         |  |  |           |           |           |  |
|  |        |             |             |             |           |           |         |         |  |  |           |           |           |  |

## Kết quả
| Vô địch Robocon Yogyakarta 2015 SKH-FR1 Đại học Sư phạm Kỹ thuật Hưng Yên - Việt Nam Lần thứ 5 |